# Cesare Di Pietro
Cesare Di Pietro (ur. 12 marca 1964 w Mesynie) – włoski duchowny katolicki, biskup pomocniczy Mesyny od 2018.

## Życiorys

### Prezbiterat
Święcenia kapłańskie otrzymał 25 października 1997 i został inkardynowany do archidiecezji Mesyna. Był m.in. sekretarzem biskupim, pracownikiem sekretariatu Kongregacji ds. Biskupów, rektorem mesyńskiego seminarium oraz wikariuszem generalnym archidiecezji.

### Episkopat
28 maja 2018 papież Franciszek mianował go biskupem pomocniczym archidiecezji Mesyna, ze stolicą tytularną Nicopolis ad Iaterum. Sakry udzielił mu 2 lipca 2018 arcybiskup Giovanni Accolla.